# Norifumi Abe
Pour les articles homonymes, voir Abe.
Norifumi « Norick » Abe (阿部典史), né le 7 septembre 1975 à Tōkyō (Japon), mort le 7 octobre 2007 à Kawasaki (Japon), est un pilote de vitesse moto japonais.

## Biographie
Norifumi Abe se fait connaître du monde des Grand Prix en 1994 où, lors de son Grand Prix national, il bénéficie d'une wild card. Il défend longtemps ses chances de victoire avant de chuter. Toutefois, Kenny Roberts lui offre la possibilité de courir pour lui en fin de saison. De bons résultats lui apportent un guidon pour la saison suivante. 
Après un premier podium en 1995, il remporte sa première victoire l'année suivante, terminant la saison à la 5e place du championnat. Pour la saison 1997, il rejoint l'équipe de l'ancien champion du monde Wayne Rainey. 
Souvent placé, il remporte deux nouvelles victoires en 1999 puis en 2000. Mais, avec l'arrivée des MotoGP, qui ne conviennent pas à son pilotage, il perd peu à peu sa place dans le monde des Grands Prix, et, après une dernière saison chez Tech 3 en 2004, il rejoint le championnat du monde de Superbike. En 2007, Norifumi Abe pilotait dans le championnat japonais de Superbike le MFJ Superbike. 
Le 7 octobre 2007, Norifumi Abe est décédé dans une collision avec un camion alors qu'il roulait en scooter Yamaha T-Max 500 cm³ dans la banlieue de Tokyo, à Kawasaki. L'accident se serait produit alors que le chauffeur du camion effectuait un demi-tour dans une rue dans laquelle le demi-tour était interdit. Le jeune pilote arrivant derrière et sur le point de doubler, n'a pu éviter la collision.
Norifumi Abe était également connu pour être l'idole des jeunes années de Valentino Rossi qui se fera même surnommer RossiFumi.

## Palmarès
- Grand Prix du Japon en 1996
- Grand Prix du Brésil en 1999
- Grand Prix du Japon en 2000